# 1989 في ألمانيا
فيما يلي قوائم الأحداث التي وقعت خلال عام 1989 في ألمانيا.

## سياسة

### تعيين في المنصب
- 21 أبريل – جيرهارد شتولتنبرج وزير الدفاع الألماني.
- 21 أبريل – فولفغانغ شويبله وزير الداخلية الاتحادي.

### انتهاء فترة المنصب
- 1 يناير – باربرا هندريكس .
- 1 يناير – مارتن بانغيه مان عضو في البوندستاغ الألماني.
- 21 أبريل – جيرهارد شتولتنبرج وزير المالية الاتحادي.
- 21 أبريل – فولفغانغ شويبله الوزير الاتحادي للشؤون الخاصة.

## رياضة
- 28 مايو – جائزة ألمانيا الكبرى للدراجات النارية 1989
- 30 يوليو – جائزة ألمانيا الكبرى 1989 الفائز آيرتون سينا.

## أفلام
من الأفلام التي صدرت هذه السنة في ألمانيا:
- 1 يناير – ستالينغراد من إخراج يوري نيكلايفتش أوزرف.
- 24 مايو – إنديانا جونز والحملة الأخيرة من إخراج ستيفن سبيلبرغ.

## مواليد

### يناير
- 1 يناير – شتيفان راينارتس لاعب كرة قدم ألماني.
- 7 يناير – جون ديجينكولب درّاج طريق ألماني.
- 16 يناير – سميح أيديلك لاعب كرة قدم.
- 24 يناير – سردار كيسيمال لاعب كرة قدم تركي.
- 30 يناير – كريستوفر تشورتش لاعب كرة قدم ألماني.

### فبراير
- 7 فبراير – محمد أمسيف
- 11 فبراير – تيمو بيرثيل لاعب كرة قدم ألماني.
- 12 فبراير – رون روبرت زيلر لاعب كرة قدم ألماني.
- 13 فبراير – جوليان شيبر لاعب كرة قدم ألماني.

### مارس
- 2 نوفمبر – مارسيل تيتش ريفيرو لاعب كرة قدم ألماني.
- 3 مارس – فيليب بارغفريدي لاعب كرة قدم ألماني.
- 6 مارس – فيليب فولشايد لاعب كرة قدم ألماني.
- 8 مارس – دانييل ويليامز لاعب كرة قدم ألماني.
- 13 مارس – هولغر بادشتوبر لاعب كرة قدم ألماني.
- 17 ديسمبر – مارسيل ريسه لاعب كرة قدم ألماني.
- 22 مارس – باتريك فينتسك لاعب كرة يد ألماني.
- 22 مارس – كيفين بيزوني لاعب كرة قدم ألماني.
- 23 مارس – إريك ماكسيم تشوبو-موتينغ لاعب كرة قدم كاميروني.
- 24 مارس – كيفن واهر

### أبريل
- 12 أبريل – تيمو غيبهارت لاعب كرة قدم ألماني.
- 23 أبريل – نيكول فايديسوفا لاعبة كرة مضرب تشيكية.
- 27 أبريل – زفن بندر لاعب كرة قدم ألماني.
- 27 أبريل – لارس بيندر لاعب كرة قدم ألماني (1989–).

### مايو
- 1 مايو – روبن بينزينج لاعب كرة سلة ألماني.
- 1 مايو – فيليب شويثيلم لاعب كرة سلة ألماني.
- 31 مايو – ماركو رويس لاعب كرة قدم ألماني.

### يونيو
- 14 يونيو – ماديسون أيفي
- 16 يونيو – شايلا جينينغز
- 24 يونيو – فابيان بوم لاعب كرة يد ألماني.

### يوليو
- 4 يوليو – باتريك جرويتزكي لاعب كرة يد ألماني.
- 4 يوليو – بنجامين هوبنر لاعب كرة قدم ألماني.
- 4 يوليو – كريستيان ستاندهارنجر لاعب كرة سلة ألماني.
- 6 يوليو – إلياس هاريس لاعب كرة سلة ألماني.
- 7 يوليو – فرناندو رابوسو لاعب كرة سلة فرنسي.
- 10 يوليو – كاي هافنر لاعب كرة يد ألماني.
- 15 يوليو – أنتوني راندولف لاعب كرة سلة من الولايات المتحدة الأمريكية.
- 15 يوليو – بيتر غوجوفيتسك لاعب كرة مضرب ألماني.
- 18 يوليو – سيباستيان ميليتز لاعب كرة قدم ألماني.
- 21 يوليو – عمر توبراك

### سبتمبر
- 1 سبتمبر – بيل كوليتز مغني ألماني.
- 1 سبتمبر – توم كوليتز موسيقي ألماني.
- 8 سبتمبر – جوزفين هينينغ لاعبة كرة قدم ألمانية.
- 13 سبتمبر – توماس مولر لاعب كرة قدم ألماني.
- 16 سبتمبر – ماركو هوغر لاعب كرة قدم ألماني.
- 19 سبتمبر – مانويل فيشر لاعب كرة قدم ألماني.
- 22 سبتمبر – سابين ليزيكي لاعبة كرة مضرب ألمانية.
- 24 سبتمبر – بيا فورتزباخ

### أكتوبر
- 6 أكتوبر – صوفيا تومالا ممثلة ألمانية.
- 20 أكتوبر – دينيس ديكميير لاعب كرة قدم ألماني.
- 30 أكتوبر – ساتشا بورتشيرت لاعب كرة قدم ألماني.

### نوفمبر
- 2 نوفمبر – تيبور بليس لاعب كرة سلة ألماني.
- 2 نوفمبر – مارسيل تيتش ريفيرو لاعب كرة قدم ألماني.
- 19 نوفمبر – أوله راهمل لاعب كرة يد ألماني.
- 27 نوفمبر – سركان سارارر لاعب كرة قدم إسباني.
- 29 نوفمبر – ستيفان برادل متسابق دراجات نارية ألماني.

### ديسمبر
- 7 ديسمبر – داني لاتزا لاعب كرة قدم ألماني.
- 9 ديسمبر – حسن علي كلديريم لاعب كرة قدم تركي.
- 17 ديسمبر – مارسيل ريسه لاعب كرة قدم ألماني.
- 28 ديسمبر – نيكلاس بيتشكوفسكي لاعب كرة يد ألماني.

## وفيات

### يناير
- 1 يناير – ثيو فيرنر (مواليد 1925) منتج أفلام ألماني.
- 11 يناير – ايبرهارد مولر (مواليد 1906) ثيولوجي ألماني.
- 27 يناير – فيليبالد كريس (مواليد 1906) لاعب كرة قدم ألماني.

### مارس
- 22 مارس – هوغو موسر (مواليد 1909)
- 30 مارس – هاري إنجل (مواليد 1936) ممثل ألماني.

### يوليو
- 24 يوليو – إريك شوت (مواليد 1891) فيزيائي ألماني.

### ديسمبر
- 8 ديسمبر – ماكس غرونديغ (مواليد 1908) مهندس ألماني.
- 17 ديسمبر – جوستاف إنجل (مواليد 1893)
- 31 ديسمبر – غيرهارد شرودر (مواليد 1910) سياسي ألماني.